# Carruthersia
Carruthersia es un género de fanerógamas de la familia Apocynaceae. Contiene cuatro especies.
Es originario de las Filipinas, Islas Salomón y sudoeste del Pacífico.

## Taxonomía
El género fue descrito por Berthold Carl Seemann y publicado en Flora Vitiensis 155. 1866.

## Especies
- Carruthersia glabra D.J.Middleton
- Carruthersia latifolia Gillespie
- Carruthersia pilosa Fern.-Vill.
- Carruthersia scandens Seem.[2]